# 南川鹭鸶草
南川鹭鸶草（学名：Chlorophytum inarticulata）是龙舌兰科吊兰属的植物。分布于中国大陆的四川等地，生长于海拔1,800米的地区，多生于山地上，目前尚未由人工引种栽培。